# Greg Henderson
Gregory (Greg) Henderson (Dunedin, 9 oktober 1976) is een voormalig Nieuw-Zeelands weg- en voormalig baanwielrenner die in 2017 zijn carrière beëindigde bij UnitedHealthcare Professional Cycling Team. Voorheen reed hij voor onder meer T-Mobile Team, HTC-Columbia, Team Sky en Lotto-Soudal.

## Baanwielrennen

### Palmares
| Jaar  | N-ZK                              | OK                               | WK         | Overig                                                                             |
| Elite | Elite                             | Elite                            | Elite      | Elite                                                                              |
| ----- | --------------------------------- | -------------------------------- | ---------- | ---------------------------------------------------------------------------------- |
| 1999  | Puntenkoers, Ploegenachtervolging |                                  |            |                                                                                    |
| 2000  | Ploegenachtervolging              |                                  |            | WB Cali: Ploegenachtervolging WB Ipoh: Ploegenachtervolging                        |
| 2001  | Puntenkoers                       |                                  |            | WB Cali: Puntenkoers, Ploegenachtervolging Goodwill Games: Puntenkoers, Ploegkoers |
| 2002  |                                   |                                  |            | WB Sydney: Ploegkoers, Ploegenachtervolging Gemenebestspelen: Puntenkoers          |
| 2003  | Ploegkoers                        |                                  | Ploegkoers | WB Sydney: Scratch                                                                 |
| 2004  |                                   |                                  | Scratch    |                                                                                    |
| 2005  |                                   |                                  | Scratch    | WB Sydney: Ploegenachtervolging                                                    |
| 2006  | Puntenkoers                       |                                  |            | Oceanische Spelen: Puntenkoers, Scratch                                            |
| 2007  |                                   | Ploegkoers, Puntenkoers, Scratch |            | WB Sydney: Puntenkoers                                                             |

## Wegwielrennen

### Overwinningen
1996
 Nieuw-Zeelands kampioen tijdrijden, Elite
1997
 Nieuw-Zeelands kampioen tijdrijden, Beloften
1998
 Nieuw-Zeelands kampioen tijdrijden, Beloften
1999
2e deel A en 6e etappe deel A Ronde van Wellington
2003
4e etappe deel A Ronde van Southland
2004
1e (ploegentijdrit), 8e en 10e etappe Ronde van Southland
2005
Wachovia Invitational
1e (ploegentijdrit), 4e, 9e en 10e etappe Ronde van Southland
2006
7e etappe Ronde van Wellington
Reading Classic
Philadelphia Cycling Classic
5e etappe Ronde van Southland
2008
3e en 7e etappe Ronde van Georgia
2009
Clásica de Almería
2e etappe Ronde van Murcia
7e etappe Ronde van Catalonië
3e etappe Ronde van Spanje
2010
2e etappe Jayco Bay Cycling Classic
Cancer Council Classic
1e etappe Parijs-Nice
3e etappe Ster Elektrotoer
4e etappe Eneco Tour
2e etappe Ronde van Groot-Brittannië
2011
2e etappe Parijs-Nice
3e etappe Ronde van Californië
2012
1e etappe Jayco Bay Cycling Classic
2014
2e etappe Ster ZLM Toer
2015
4e etappe Bay Cycling Classic

## Resultaten in voornaamste wedstrijden
| Jaar | Ronde van Italië | Ronde van Frankrijk | Ronde van Spanje |
| ---- | ---------------- | ------------------- | ---------------- |
| 2007 | buiten tijd      |                     |                  |
| 2008 |                  |                     |                  |
| 2009 |                  |                     | 123e (1)         |
| 2010 | 88e              |                     |                  |
| 2011 |                  |                     |                  |
| 2012 |                  | 124e                |                  |
| 2013 |                  | 162e                | opgave           |
| 2014 |                  | opgave              | 133e             |
| 2015 | opgave           | opgave              |                  |
| 2016 |                  | 155e                |                  |
| 2017 |                  |                     |                  |

| Jaar | Milaan-San Remo | Gent-Wevelgem | Ronde van Vlaanderen | Parijs-Roubaix | Parijs-Tours |  | WK op de weg |  | Wereldranglijsten |
| ---- | --------------- | ------------- | -------------------- | -------------- | ------------ |  | ------------ |  | ----------------- |
| 2007 |                 |               |                      |                |              |  |              |  |                   |
| 2008 |                 |               |                      |                |              |  |              |  |                   |
| 2009 |                 |               |                      | 51e            |              |  |              |  | 112e (UWK)        |
| 2010 | 96e             | 17e           | opgave               | 65e            |              |  | opgave       |  | 53e (UWK)         |
| 2011 |                 | 121e          |                      |                | 25e          |  | 118e         |  | 144e (UWT)        |
| 2012 | opgave          | 108e          |                      | opgave         |              |  |              |  | 221e (UWT)        |
| 2013 | 90e             | opgave        |                      | opgave         |              |  |              |  |                   |
| 2014 |                 |               |                      |                |              |  | opgave       |  |                   |
| 2015 |                 |               |                      |                |              |  | 58e          |  | 172e (UWT)        |
| 2016 |                 |               |                      |                |              |  |              |  |                   |
| 2017 |                 |               |                      |                |              |  |              |  |                   |

## Ploegen
- 2002 –  7 UP-NutraFig
- 2003 –  7 UP-Maxxis
- 2004 –  Health Net presented by Maxxis
- 2005 –  Health Net presented by Maxxis
- 2006 –  Health Net presented by Maxxis
- 2007 –  T-Mobile Team
- 2008 –  Team Columbia [a]
- 2009 –  Team Columbia-HTC [b]
- 2010 –  Sky Professional Cycling Team
- 2011 –  Sky ProCycling
- 2012 –  Lotto-Belisol
- 2013 –  Lotto-Belisol
- 2014 –  Lotto-Belisol
- 2015 –  Lotto Soudal
- 2016 –  Lotto Soudal
- 2017 –  UnitedHealthcare Professional Cycling Team

1. ↑  Tot juni heette de ploeg Team High Road, maar na het aantrekken van een nieuwe sponsor werd de naam veranderd.
2. ↑  Tot juli heette de ploeg Team Columbia-High Road, maar na het aantrekken van HTC als cosponsor werd de naam veranderd.